# Stazione di Kokinu
La stazione di Kokinu (小絹駅?, Kokinu-eki) è una stazione ferroviaria di Tsukubamirai, città della prefettura di Ibaraki e servita dalla linea Jōsō delle Ferrovie del Kantō.

## Linee
Ferrovie del Kantō
● Linea Jōsō

## Struttura
La stazione è dotata di due marciapiedi laterali con due binari passanti in superficie. Il passaggio al secondo marciapiede avviene tramite passaggio a livello interno.
| 1 | ■ Linea Jōsō | per Mitsukaido e Shimodate |
| 2 | ■ Linea Jōsō | per Moriya e Toride        |

## Stazioni adiacenti
| «                   | Servizio   | »          |
| Linea Jōsō          | Linea Jōsō | Linea Jōsō |
| ------------------- | ---------- | ---------- |
| Shin-Moriya         | Locale     | Mitsukaidō |
| Il Rapido non ferma |            |            |